# Launceston Elliot
Launceston Elliot (9. června 1874 – 8. srpna 1930) byl skotský vzpěrač, první britský olympijský vítěz z Athén v roce 1896.

## Životopis
Launceston Elliot se narodil v Indii. Jeho rodina totiž patřila ke skotské šlechtě, která měla výrazné spojení s touto zemí. Hlavou rodinného klanu byl Lord Minto, čtvrtý hrabě Minto sloužil jako místokrál v Indii v letech 1905-1910. Launceston Elliot byl vnukem sira Charlese Elliota, který svého času byl guvernérem Svaté Heleny a Elliotův otec sloužil jako smírčí soudce u indické státní služby. V roce 1887 se Elliotův otec vzdal svého postu v Indii a vrátil se s rodinou do Anglie, kde začal hospodařit v Essexu. Třináctiletý Launceston, výjimečně dobře urostlý mladík, který byl v Anglii poprvé, se brzy dostal do vlivu významného Eugena Sandowa a brzy se z něho stal neobvykle talentovaný vzpěrač. V lednu 1891 ve věku 16 let se předvedl na akci, která je dnes vedena jako první britské mistrovství, konané v módním Cafe Monico v Piccadilly (Londýn). O tři roky později se již stal vítězem mistrovství v Royal Aquariu, Westminster.

### Olympijské hry 1896
Pokračující úspěchy povzbudily 21letého Elliota k tomu, aby odcestoval do Athén na první moderní olympiádu. Tehdy nebyla pro hry přijata žádná mezinárodně platná pravidla nebo klasifikace pro vzpírání a olympiáda v roce 1896 se přidala k soutěžím, jejíž tehdejší pravidla jsou pro dnešní dobu nepřijatelná. Zdvih obouruč byl na programu her jako první a soutěž se velmi protáhla. Viggo Jensen z Dánska a Elliot měli oba výkon 111,5 kilogramy, ale princ Jiří I. Řecký udělil Dánovi první místo za lepším styl. Jensenův zdvih byl proveden skvělým čistým tahem, zatímco Elliot se potýkal s potížemi. Zdvih jednoruč byl naopak velmi krátkou událostí. 

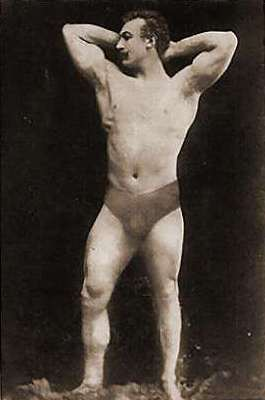
Pohlednice s Launceston Elliotem

Elliot odmítl zdvořilou nabídku prince Jiřího k přestávce na oddech, pouze ho požádal, aby mohl tentokrát zvedat až po Jensenovi, neboť při zdvihu obouruč měl Dán výhodu zdvihu po Elliotovi. Žádost byla akceptována, ačkoli pořadí vzpěračů nemělo žádný vliv na výsledek. Elliot zvedl 71 kilogramů bez nesnází, zatímco Jensen, který si zranil rameno při pokusu obouruč zvednout 112,5 kilogramů, dokázal zvednou pouze 57 kilogramů a tak mohl být korunován první britský olympijský vítěz.
Elliot také soutěžil v atletickém programu v běhu na 100 metrů. Obsadil třetí místo ve svém rozběhu a nepostoupil do finále. Dalším vystoupením byl zápas, kdy byl poražen v prvním kole od Carl Schuhmanna z Německa, gymnastického šampióna. Jako poslední z pěti účastníků skončil v gymnastickém programu ve šplhu na laně.
Po svém vítězství v Athénách ustanovil čtyři nové rekordy v roce 1899 při amatérském mistrovství a byl finančně zajištěn jako prominentní osoba na britské scéně vzpírání. Také soutěžil v roce 1900 na olympijských hrách v Paříži v hodu diskem a umístil se na jedenáctém místě (na těchto hrách nebylo vzpírání zařazeno). V roce 1905 přestoupil k profesionálům. Po odchodu do důchodu Elliot hospodařil nejprve několik let v Anglii a roku 1923 se usadil v Melbourne. Zemřel na rakovinu páteře 8. srpna 1930.